# Elementargebiet
Ein Gebiet {\displaystyle D\subseteq \mathbb {C} } heißt Elementargebiet (teilweise auch Stammgebiet) genau dann, wenn jede auf {\displaystyle D} holomorphe Funktion eine Stammfunktion besitzt, das heißt, auf {\displaystyle D} gilt die Aussage des Integralsatzes von Cauchy.

## Charakterisierung
Es gelten folgende Charakterisierungen für ein Elementargebiet {\displaystyle D}:
- {\displaystyle D} ist einfach zusammenhängend, das heißt, jede geschlossene Kurve in {\displaystyle D} ist nullhomotop, das heißt, auf den Anfangspunkt stetig zusammenziehbar. Anschaulich bedeutet dies, dass {\displaystyle D} keine Löcher hat.
- {\displaystyle D} ist homolog einfach zusammenhängend, das heißt, jeder Zyklus in {\displaystyle D} ist nullhomolog, das heißt, das Innere des Zyklus liegt vollständig in {\displaystyle D}.
- {\displaystyle D} ist konform äquivalent zu ganz {\displaystyle \mathbb {C} } oder zur Einheitskreisscheibe {\displaystyle \mathbb {E} }, das heißt, es existiert eine biholomorphe Abbildung von {\displaystyle D} zu {\displaystyle \mathbb {C} } oder zu {\displaystyle \mathbb {E} }, vergleiche: riemannscher Abbildungssatz.

## Eigenschaften
- Sind {\displaystyle A} und {\displaystyle B} Elementargebiete, deren Schnitt zusammenhängend und nicht leer ist, so ist auch {\displaystyle A\cup B} ein Elementargebiet.
- Ist {\displaystyle (A_{i})_{i\in \mathbb {N} }} eine Folge von Elementargebieten, für die {\displaystyle A_{1}\subset A_{2}\subset A_{3}\subset \ldots } gilt, so ist auch {\displaystyle \textstyle \bigcup _{i=1}^{\infty }A_{i}} ein Elementargebiet.

Aus Kreisscheiben lassen sich mittels dieser beiden Operationen alle Elementargebiete erzeugen.

## Beispiel
Folgende Gebiete sind Elementargebiete:
- {\displaystyle \mathbb {C} } und {\displaystyle \mathbb {E} }
- jedes Sterngebiet
- die geschlitzte Ebene {\displaystyle \mathbb {C} \setminus \{z\in \mathbb {R} :z\leq 0\}}

Folgendes Gebiet ist kein Elementargebiet:
- {\displaystyle \mathbb {C} \setminus \{0\}}